# Regional Preferente de La Rioja 2017-18
La temporada 2017-18 de Regional Preferente de La Rioja de fútbol comenzó el 18 de noviembre de 2017 y acabó el 20 de mayo de 2018. Durante esta campaña era el quinto y último nivel de las Ligas de fútbol de España para los clubes de La Rioja, por debajo de la Tercera División de España.

## Sistema de competición
Un único grupo con los 12 equipos se enfrentarían a doble vuelta, una vez en casa y otra en el campo del equipo rival, todos contra todos.
Los equipos que se clasificaran en los tres primeros puestos ascenderían directamente a Tercera División, exceptuando filiales que ya dispongan de un equipo en la categoría inmediatamente superior. Si hubiera alguna vacante más en el grupo XVI de Tercera División ascenderían los siguientes clasificados.

## Clasificación[1]
| Pos. | Equipo                     | Pts. | PJ | G  | E  | P  | GF | GC | Dif. |                                              |
| ---- | -------------------------- | ---- | -- | -- | -- | -- | -- | -- | ---- | -------------------------------------------- |
| 1    | C. D. Autol (A, C)         | 49   | 22 | 14 | 7  | 1  | 54 | 17 | +37  | Ascenso directo a Tercera                    |
| 2    | C. C. D. Alberite (A)      | 47   | 22 | 15 | 2  | 5  | 71 | 24 | +47  | Ascenso directo a Tercera                    |
| 3    | C. D. F. C. La Calzada (A) | 45   | 22 | 14 | 3  | 5  | 45 | 21 | +24  | Ascenso directo a Tercera                    |
| 4    | C. F. Rápid de Murillo (A) | 43   | 22 | 13 | 4  | 5  | 39 | 20 | +19  | Ascenso directo a Tercera                    |
| 5    | Haro Sport Club            | 35   | 22 | 10 | 5  | 7  | 27 | 44 | −17  |                                              |
| 6    | C. D. Cenicero             | 28   | 22 | 6  | 10 | 6  | 30 | 21 | +9   |                                              |
| 7    | C. D. Alfaro "B"           | 27   | 22 | 8  | 3  | 11 | 27 | 55 | −28  |                                              |
| 8    | C. D. San Marcial          | 25   | 22 | 5  | 10 | 7  | 34 | 38 | −4   |                                              |
| 9    | C. D. Aldeano              | 23   | 22 | 6  | 5  | 11 | 42 | 49 | −7   |                                              |
| 10   | C. D. San Lorenzo          | 20   | 22 | 5  | 5  | 12 | 26 | 42 | −16  |                                              |
| 11   | C. D. Bañuelos             | 15   | 22 | 4  | 3  | 15 | 21 | 47 | −26  |                                              |
| 12   | C. P. Calasancio "B"       | 8    | 22 | 1  | 5  | 16 | 17 | 83 | −66  | El club no compite en la siguiente temporada |

 Fuente: Federación Riojana de Fútbol

### Tabla de resultados cruzados
| Local \ Visitante      | AUT | ALB | LCA | RAP | HAR | CEN | ALF | SAN | ALD | SAN | BAN | CAL  |
| ---------------------- | --- | --- | --- | --- | --- | --- | --- | --- | --- | --- | --- | ---- |
| C. D. Autol            | —   | 5–2 | 2–1 | 1–1 | 3–1 | 0–0 | 1–1 | 3–1 | 2–1 | 3–1 | 3–1 | 11–0 |
| C. D. Alberite         | 1–1 | —   | 1–2 | 0–1 | 3–0 | 0–1 | 4–1 | 7–0 | 5–2 | 7–0 | 4–0 | 6–3  |
| C. D. F. C. La Calzada | 1–1 | 2–1 | —   | 3–1 | 2–3 | 1–2 | 2–3 | 2–0 | 1–0 | 2–0 | 6–0 | 2–0  |
| C. F. Rápid            | 3–2 | 0–1 | 0–1 | —   | 2–2 | 3–0 | 2–1 | 0–1 | 4–1 | 0–1 | 1–0 | 5–0  |
| Haro S. C.             | 0–4 | 1–4 | 1–0 | 0–1 | —   | 1–1 | 4–0 | 3–2 | 3–0 | 3–2 | 2–0 | 1–2  |
| C. D. Cenicero         | 0–1 | 0–1 | 1–1 | 0–0 | 0–0 | —   | 8–0 | 1–1 | 3–0 | 1–1 | 0–2 | 5–0  |
| C. D. Alfaro "B"       | 0–1 | 0–2 | 1–3 | 1–2 | 2–0 | 2–0 | —   | 2–0 | 1–3 | 2–0 | 1–0 | 2–0  |
| C. D. San Lorenzo      | 2–3 | 1–7 | 0–3 | 0–2 | 2–3 | 1–1 | 0–2 | —   | 1–1 | 0–0 | 5–0 | 5–0  |
| C. D. Aldeano          | 0–3 | 3–3 | 1–3 | 4–0 | 5–6 | 2–2 | 1–3 | 0–0 | —   | 0–0 | 2–1 | 6–1  |
| C. D. San Lorenzo      | 2–3 | 1–7 | 0–3 | 0–2 | 2–3 | 1–1 | 0–2 | 0–0 | 1–1 | —   | 5–0 | 5–0  |
| C. D. Bañuelos         | 1–3 | 0–4 | 1–2 | 1–2 | 0–1 | 1–1 | 3–0 | 0–2 | 0–2 | 0–2 | —   | 2–0  |
| C. P. Calasancio "B"   | 0–0 | 1–8 | 0–3 | 1–6 | 2–2 | 0–3 | 2–2 | 0–1 | 0–3 | 0–1 | 3–3 | —    |

## Datos y Estadísticas

### Récords
| Récords de equipos       | Récords de equipos | Récords de equipos                      | Récords de equipos   | Récords de equipos           | Récords de equipos | Récords de equipos           | Récords de equipos   | Récords de equipos |
| Grupo                    | Fecha              | Equipo/s                                | Local                |                              | Resultado          |                              | Visitante            | Rep.               |
| ------------------------ | ------------------ | --------------------------------------- | -------------------- | ---------------------------- | ------------------ | ---------------------------- | -------------------- | ------------------ |
| Más goles en un partido  | 05-05-2018         | C. D. Autol y C. P. Calasancio "B" (11) | C. D. Autol          | Bandera de La Rioja (España) | 11 – 0             | Bandera de La Rioja (España) | C. P. Calasancio "B" | Jornada 20         |
| Más goles en un partido  | 10-02-2018         | C. D. Aldeano y Haro S. C. (11)         | C. D. Aldeano        | Bandera de La Rioja (España) | 5 – 6              | Bandera de La Rioja (España) | Haro S. C.           | Jornada 10         |
| Mayor victoria local     | 05-05-2018         | C. D. Autol (+11)                       | C. D. Autol          | Bandera de La Rioja (España) | 11 – 0             | Bandera de La Rioja (España) | C. P. Calasancio "B" | Jornada 20         |
| Mayor victoria visitante | 28-04-2018         | C. D. Alberite (+7)                     | C. P. Calasancio "B" | Bandera de La Rioja (España) | 1 – 8              | Bandera de La Rioja (España) | C. D. Alberite       | Jornada 19         |

Fuente: Fútbol Regional.